# Crepidospermum rhoifolium
Crepidospermum rhoifolium là một loài thực vật có hoa trong họ Burseraceae. Loài này được (Benth.) Triana & Planch. mô tả khoa học đầu tiên năm 1872.